# Неофил
Неофил — это тип личности с сильной привязанностью к новизне. Произошло от термина неофилия (др.-греч. νεο- «новый» + φιλία «влечение, любовь») — навязчивое влечение к новому, непривычному.
Термин «неофилия» популяризирован культовым писателем Робертом Антоном Уилсоном. Термин «неофил» ранее использовали Кристофер Букер в своей книге «Неофилики» (1969) и Джером Дэвид Сэлинджер в своей повести «16 Хэпворта 1924 года» (1965).

## Характеристики
Неофилы обладают следующими основными характеристиками:
- Способность находить и познавать новое
- Возможность быстро адаптироваться к изменениям
- Неприятие обыденности и рутины
- Жажда новых впечатлений, личностного развития, разнообразия
- Желание к обновлению, созданию новых: вещей и ситуаций
- Отрицание жёстких правил, обязательств, традиций, социальных норм.

Неофил отличается от революционера в том смысле, что любой может стать революционером, если он в достаточной степени подвластен коллективу или установленными социальными нормам, в то время как неофилы являются революционерами по своей природе. Их интеллектуальная ненависть к традиции и повторению обычно сопряжена с более глубокой эмоциональной необходимостью постоянных изменений и новизны. Значение «неофила» приближается, но это не только мечтателя, поскольку оно отличается тем, что неофил активно ищет из первых рук опыт новизны, а не просто о нём мечтает.
Противоположность неофила — это неофоб, человек с отвращением к новизне и изменениям. Уилсон отмечает, что неофобы склонны рассматривать неофилов, особенно самых крайних, со страхом и презрением, и называть их именами «ведьма», « сатанист»," еретик" и т. д. Он также размышляет в своей книге «Прометей восставший» («Prometheus Rising»), что этап промышленной революции и Просвещения представляет собой один из первых периодов истории, когда неофилы представляли собой доминирующую силу в обществе. Неофилы ускоряют изменения, потому что они так видят будущее.

## Типы
Эрик С. Реймонд, сторонник открытого программного обеспечения и программист, отмечает, что эта личность особенно преобладает в некоторых профессиональных областях; в бизнесе, и прежде всего в компьютерных науках, а также в других областях высоких технологий. Реймонд полагает, что ускоренный прогресс в этих областях (особенно в компьютерах) является результатом этого. Любовь неофила к новизне, вероятно, может направить его или её на темы вне традиционных областей человеческого интереса. Реймонд отмечает высокую концентрацию неофилов внутри или вокруг того, что он называет «субкультурами», таких как фэндомы, неоязычество, трансгуманизм и т. д., а также в нетрадиционных областях мышления, таких как околонаучные теории или оккультизм. Он указывает, что большинство неофилов обладают разнообразными и неустойчивыми интересами и, как правило, их круг широк.
Существует более одного типа неофилов. Существуют социальные неофилы (экстремальные социальные бабочки), интеллектуальные неофилы (революционные философы и технофилы) и физические/кинетические неофилы (энтузиасты экстремальных видов спорта). Эти тенденции не являются взаимоисключающими и могут сосуществовать в одном и том же человеке.

Слово «неофилия» имеет особое значение в Интернете и в культуре хакеров. «Словарь нового хакера» дает следующее определение неофилии:
 черта желания и удовлетворения новизны. Общая среди большинства хакеров, научно-фантастических последователей, и членов нескольких других связанных с субкультур, про-технологическое крыло экологическое движение, космические активисты, многие члены Менса. Все эти группы сильно перекрываются и (где есть доказательства), похоже, разделяют характерные хакерские увлечения научной фантастикой и музыкой.
 Недавние исследования выявили возможную связь между предрасположенностью к типу неофилии с высоким уровнем содержания фермента моноаминоксидаза